# Llac Știucilor
El llac Știucilor és una àrea protegida d'interès nacional que correspon a la 4a categoria de la UICN (reserva natural d'avifauna), situada al comtat de Cluj, al territori administratiu de la comuna de Fizeșu Gherlii.

## Ubicació
L'espai natural situat a la part nord-est del comtat de Cluj (a Câmpia Fizeșului) i l'oest del poble de Săcălaia (al lloc anomenat Valea Bontului), prop de la carretera comarcal (DJ109D) que uneix el poble Bonț.

## Descripció
La reserva natural (establerta l'any 1966) va ser declarada àrea protegida per la Llei núm. 5 de 6 de març de 2000, publicada al Butlletí Oficial de Romania, núm. 152 de 12 d'abril de 2000 (aprovat per la Pla d'ordenació del territori - Secció III - espais protegits) i té una superfície de 26 hectàrees.
L'espai natural és un aiguamoll, amb lluïssor d'aigua (llac poblat de lluç, espècie de peix) i vegetació lacustre que inclou illes flotants (plauri) cobertes de canyes.

### Biodiversitat

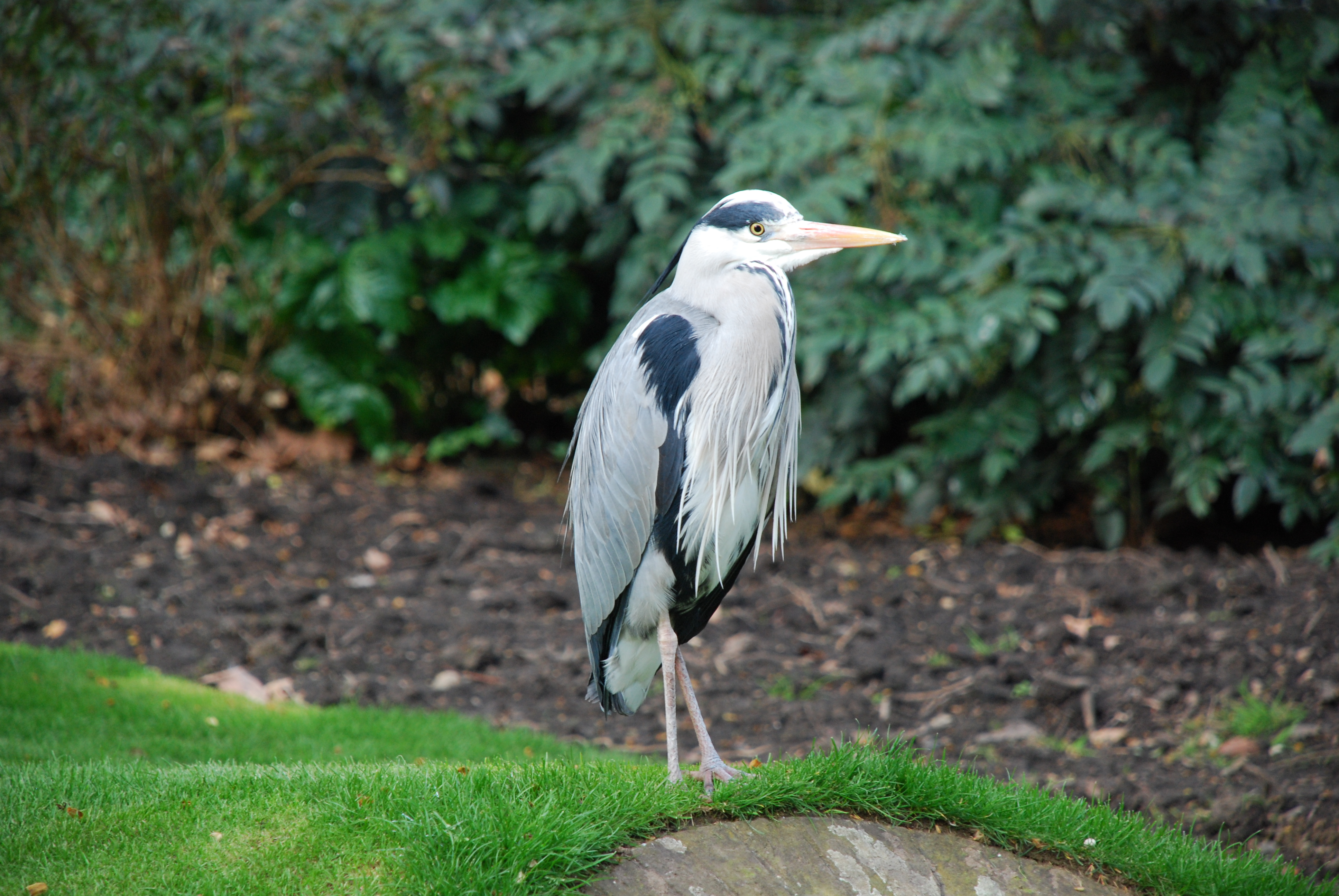
Garsa real (Ardea cinerea)

La reserva acull i proporciona alimentació i condicions de vida a diverses espècies d'aus aquàtiques protegides a nivell europeu (per les Directives 147/CE de 30 de novembre de 2009 i 79/409/CEE de 2 d'abril de 1979 - sobre conservació de les aus silvestres) o a la llista vermella de la UICN.
Espècies d'ocells reportades a l'àrea de la reserva natural: Bítol (Botaurus stellaris), Merlull petit (Tachybaptus rificollis), Fotja (Fulica atra), Bunting (espècie de la família dels emberizidae); així com per a espècies de pas d'aus de corral: garsa real (Ardea cinerea), pewit (Vanellus vanellus) o submarinista polar (Gavia arctica), alosa del camp (Alauda arvensis), ànec (Anas platyrhynchos), gavina blava (Alcedo atthis), escarabat del camp (Anthus campestris), picot (Anthus trivialis) o àguila petita (Aquila pomarina).

## Punts turístics

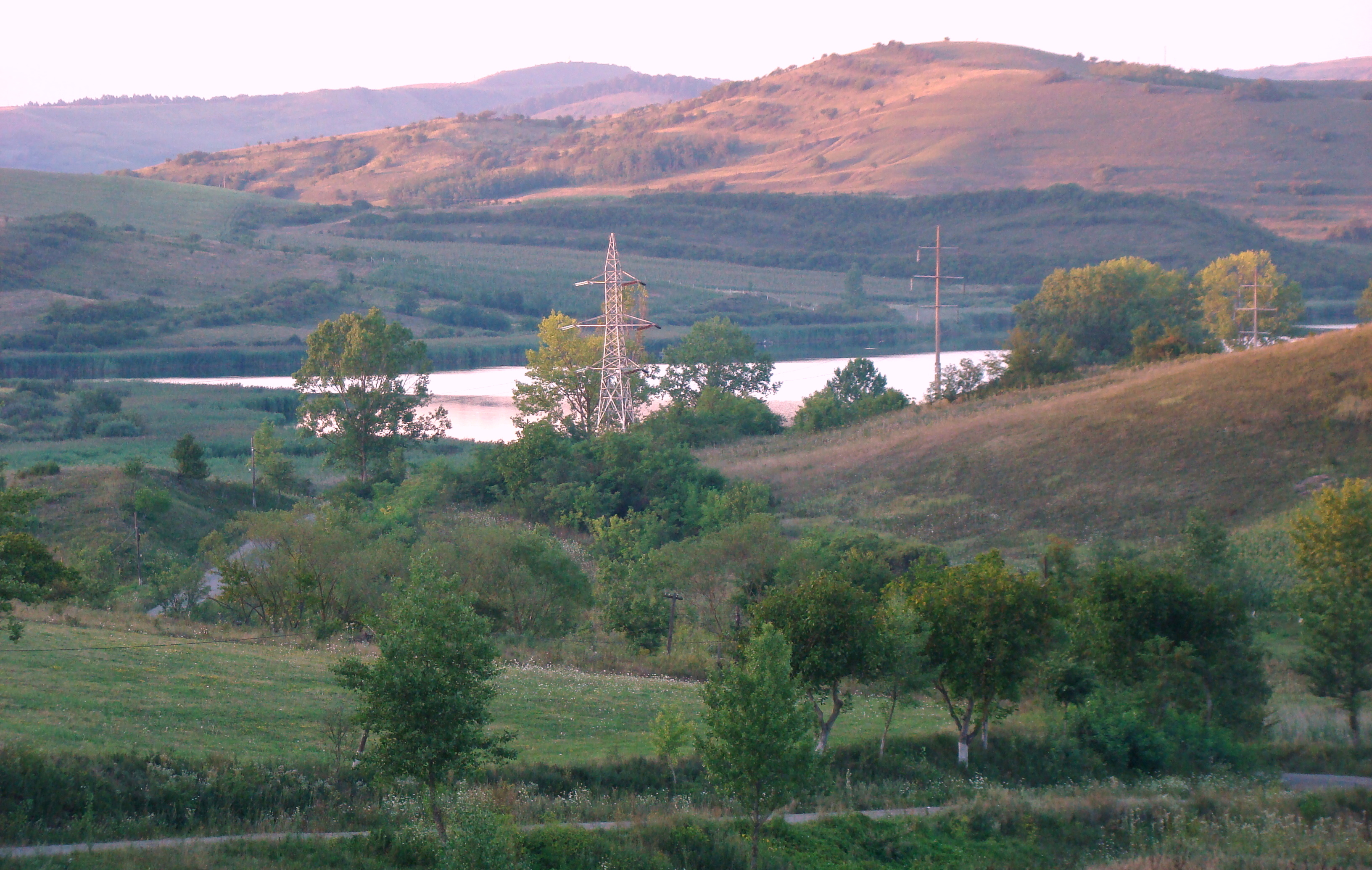
Llac Știucilor vist des de Sic

Als voltants de la reserva natural hi ha diversos objectius d'interès turístic (llocs de culte, monuments històrics), com segueix:
- Església reformada-calvinista del segle XVII amb cassetons, pintada l'any 1752.
- L'església de fusta del segle XVII (1701), del poble de Nicula. Va ser portat del poble de Fânațe, comtat de Bistrița-Năsăud.
- L'església de fusta dedicada als “Sants Arcàngels Miquel i Gabriel” (1829), del poble de Bonț.

## Galeria d'imatges

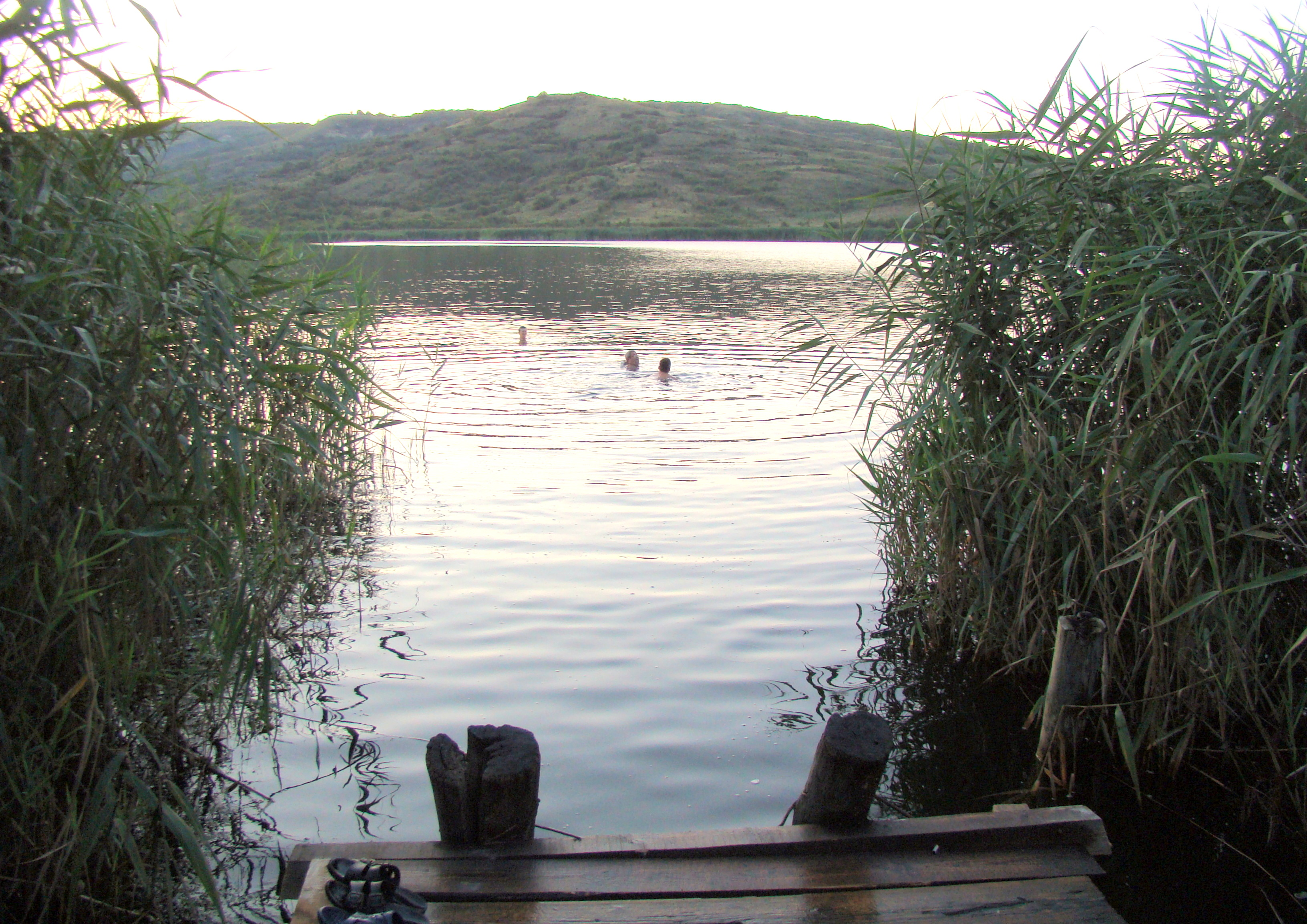
L'àrea protegida s'utilitza com a "base recreativa"
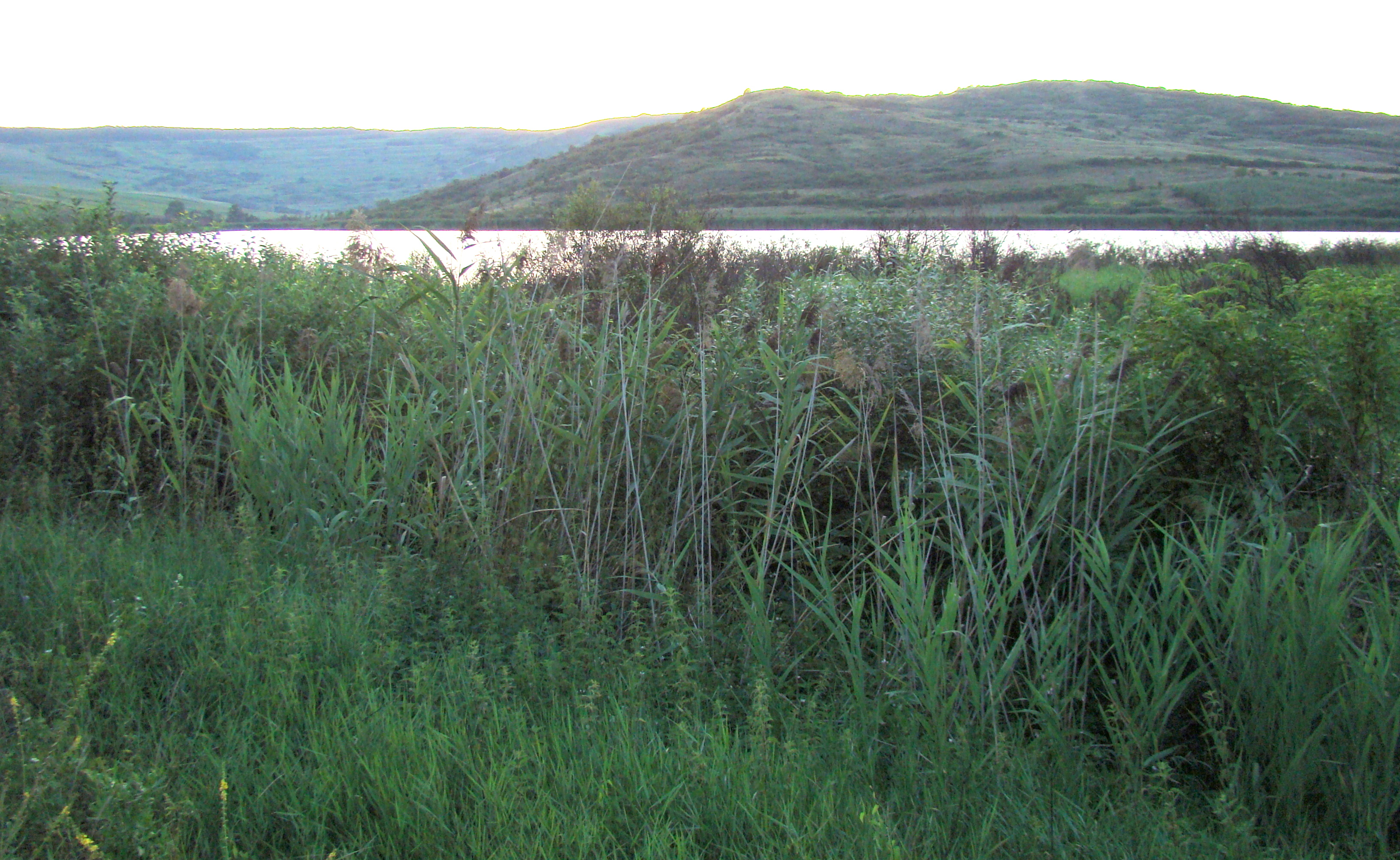